# 米哈伊爾·塔爾哈諾夫
米哈伊爾·塔爾哈諾夫（羅馬化：Mikhail Turkanov；1987年12月26日—），俄罗斯新纳粹分子，代号“比特犬”（Питбуль）。在乌俄战争中，此人在主要由体育流氓组成、隸屬俄羅斯聯邦軍事情報局的偽私人軍事服務公司“西班牙”营服役，并在以他的名字命名的“比特犬”连担任连长。2023年，此人因参与俄羅斯入侵烏克蘭获普京政权颁发“勇气勋章”。

## 拳击运动和体育流氓生涯
2021年，塔尔哈诺夫在一场MMA拳賽中被发现上身纹满了包括右臂上45度旋转的反万字，党卫军“SS”标志，凯尔特十字和代表“希特拉萬歲”的数字88在内的各种纳粹符号的纹身。不过他在三分钟内就被对手击倒。
2019年，塔尔哈诺夫因打架斗殴被莫斯科警方拘留。警方还注意到了他身上反万字在内纳粹纹身。据报道，此前塔尔哈诺夫还曾于2013年因为触犯俄罗斯联邦刑法第126条第2部分，即“预谋绑架”，被判处五年严格监禁。。

## 参与入侵乌克兰
2023年11月30日，俄军第一副总参谋部主任、上将弗拉基米尔·阿列克谢耶夫向塔尔哈诺夫在内的“西班牙”营武装分子颁发了国家勋章，其中塔尔哈诺夫据称第二次获颁俄罗斯"勇气勋章"。据称，浑身纳粹纹身的塔尔哈诺夫是因为“去纳粹化方面的成功”（俄罗斯对乌克兰发动全面入侵的战争借口之一）而荣获勇气勋章。